# Aetobatus
Az Aetobatus a porcos halak (Chondrichthyes) osztályának sasrájaalakúak (Myliobatiformes) rendjébe, ezen belül az Aetobatidae családjába tartozó egyetlen nem. Korábban ez a porcoshal-nem a sasrájafélék (Myliobatidae) családjába volt besorolva.

## Tudnivalók
Az Aetobatus-fajok főleg az Indiai- és a Csendes-óceánokban találhatók meg, azonban a foltos sasrája (Aetobatus narinari) csak az Atlanti-óceánban lelhető fel. Fajtól függően az úszófesztávolságuk 72-330 centiméter közöttire tehető.

## Rendszerezés
A nembe az alábbi 4 élő faj tartozik:
- Aetobatus flagellum (Bloch & Schneider, 1801)
- foltos sasrája (Aetobatus narinari) (Euphrasen, 1790)
- Aetobatus narutobiei White, Furumitsu & Yamaguchi, 2013
- fehérpettyes sasrája (Aetobatus ocellatus) (Kuhl, 1823)

A fenti élő fajok mellett az alábbi 6 fosszilis faj is idetartozik (meglehet, hogy a lista hiányos):
- †Aetobatus arcuatus Agassiz, 1843
- †Aetobatus cappettai Antunes & Balbino, 2006
- †Aetobatus irregularis Agassiz, 1843
- †Aetobatus punctatus Miller, 1876
- †Aetobatus poeyi Fernández de Castro, 1873
- †Aetobatus sinhaleyus Deraniyagala, 1937